# ミッケル・ティゲセン
ミッケル・ティゲセン（Mikkel Thygesen、1984年10月22日 - ）は、デンマーク・コペンハーゲン出身の元プロサッカー選手。元サッカーデンマーク代表。現役時代のポジションはMF。

## 経歴

### クラブ
2002–03シーズン、デンマーク・ファーストディビジョンのBKフレムでプロデビュー。すぐに主力に定着し、2003-04シーズンのデンマーク・スーペルリーガ昇格に貢献した。2004-05シーズンも引き続き主力を担い、33試合中30試合に出場したが、チームの降格を阻止することは出来なかった。
スーペルリーガでのプレーを続けるため、2004年夏にFCミッティランに移籍。ここでもすぐにレギュラーに定着した。フレムではサイドでプレーすることが多かったが、セントラルミッドフィールダーにコンバートされたことで才能が一気に開花。2006–07シーズン前半戦だけで7ゴールをマークし、チームの首位ターンに貢献した。
2007年1月、ブンデスリーガのボルシア・メンヒェングラートバッハに移籍。同月のエネルギー・コットブス戦で移籍後初出場。しかしその後、ユップ・ハインケス監督が解任され、新たに就任したヨス・ルフカイ監督の信頼を得られず、出場機会がほとんど無いままシーズンの残りを過ごした。
2007年7月、古巣ミッティランに移籍。
2011年6月、ブレンビーIFに移籍。

### 代表
各年代でデンマーク代表に選出されている。
2006年11月、A代表初招集。チェコの親善善試合で途中出場し初キャップ。

## 代表歴
- デンマークU-20
- デンマークU-21
  - UEFA U-21欧州選手権2006
- デンマーク代表